# Animoca

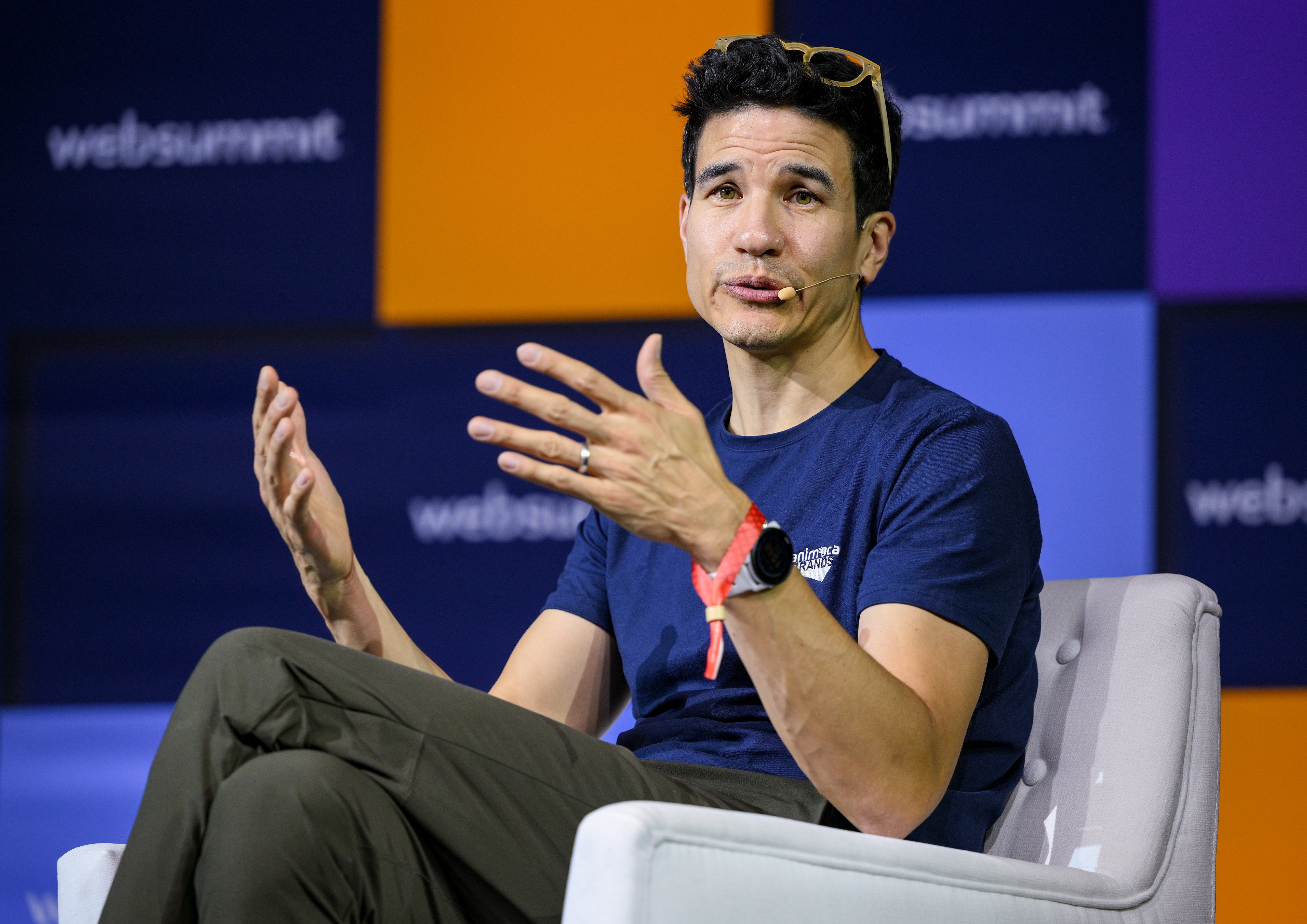
Robby Yung, CEO of Animoca Brands

Animoca Brands Corporationは、2015年に蕭逸によって設立された香港に拠点を置くモバイルゲーム会社。同社は、無料のゲームやアプリを開発し販売している。
オーストラリア証券取引所（ASX：AB1）、ベルリン証券取引所およびミュンヘン証券取引所の公開市場で取引されている。

## ウェブリンク
- 公式サイト

## リファレンス
1. ↑  “港遊戲公司Animoca Brands澳洲借殻上市” (中国語).   信報 (2015年1月29日). 2018年11月23日閲覧。

| スタブアイコン | サブスタブ | この項目は、まだ閲覧者の調べものの参照としては役立たない、企業に関連した書きかけの項目です。この項目を加筆・訂正などしてくださる協力者を求めています（PJ:経済）。 |